# Червона Газета
«Червона газета» — україномовна газета північнокавказького крайкому ВКП(б), що виходила двічі на тиждень.

## Історія
Заснована 1926 року під назвою «Червоний прапор» в Ростові-на-Дону під редакцією Ф. Чапала. У 1931—1932 роках при «Червоній Газеті» виходила «Червона газета для малописьменних».
Видання було ліквідовано 1932 року разом з припиненням українізації в Північно-Кавказькому краї.

Червона газета. 1928 рік